# Orthetrum chrysostigma
Orthetrum chrysostigma – gatunek ważki z rodziny ważkowatych (Libellulidae).